# 58 Aquarii
58 Aquarii, viết tắt 58 Aqr, là một ngôi sao nằm trong chòm sao Bảo Bình. 58 Aquarii là tên gọi theo định danh Flamsteed. Nó là một ngôi sao cấp 6 với cấp sao biểu kiến là 6,39, có nghĩa là đó là một thách thức khi nhìn bằng mắt thường. Dựa theo dịch chuyển thị sai hàng năm là 13,4 mili giây cung, nó nằm cách khoảng 243 năm ánh sáng từ Mặt Trời. Nó được xác định là một hệ sao đôi thị giác với chu kỳ quỹ đạo 829,976 ngày (2,27 năm) trong một quỹ đạo tròn (độ lệch tâm bằng 0).
Sao thành phần chính có phân loại sao A9/F0 V, phù hợp với một ngôi sao trong dãy chính với phổ thể hiện các đặc điểm hỗn hợp của loại A/F. Cowley và Fraquelli (1974) gán cho nó vào lớp sao khổng lồ A8 III. Nó là một sao Am kỳ dị về mặt hóa học, hiển thị các vạch kim loại không có từ trường. Ngôi sao này có khối lượng gấp 1,7 lần khối lượng Mặt Trời và có bán kính gấp 2,1 lần bán kính của Mặt Trời. Nó phát xạ cao gấp 12 lần độ sáng của Mặt Trời từ quang quyển của nó ở nhiệt độ hiệu dụng 7.477 K.